# Ayn (Somalië)
Ayn is een regio van Somalië. Het is een afgesplitst stuk van de Somalische regio Togdheer. Deze regio kwam in 2009 tot stand bij een territoriale herindeling van Puntland, en daarna by SSC nadat het zichzelf in 2012 had uitgeroepen als onafhankelijke autonome gebied voor het reer darawiish-gemeenschap.
Ayn valt qua grootte en locatie samen met het district Buuhoodle , een van de vier districten van Togdheer. De hoofdstad is Buuhoodle.